# Jörn van Hall

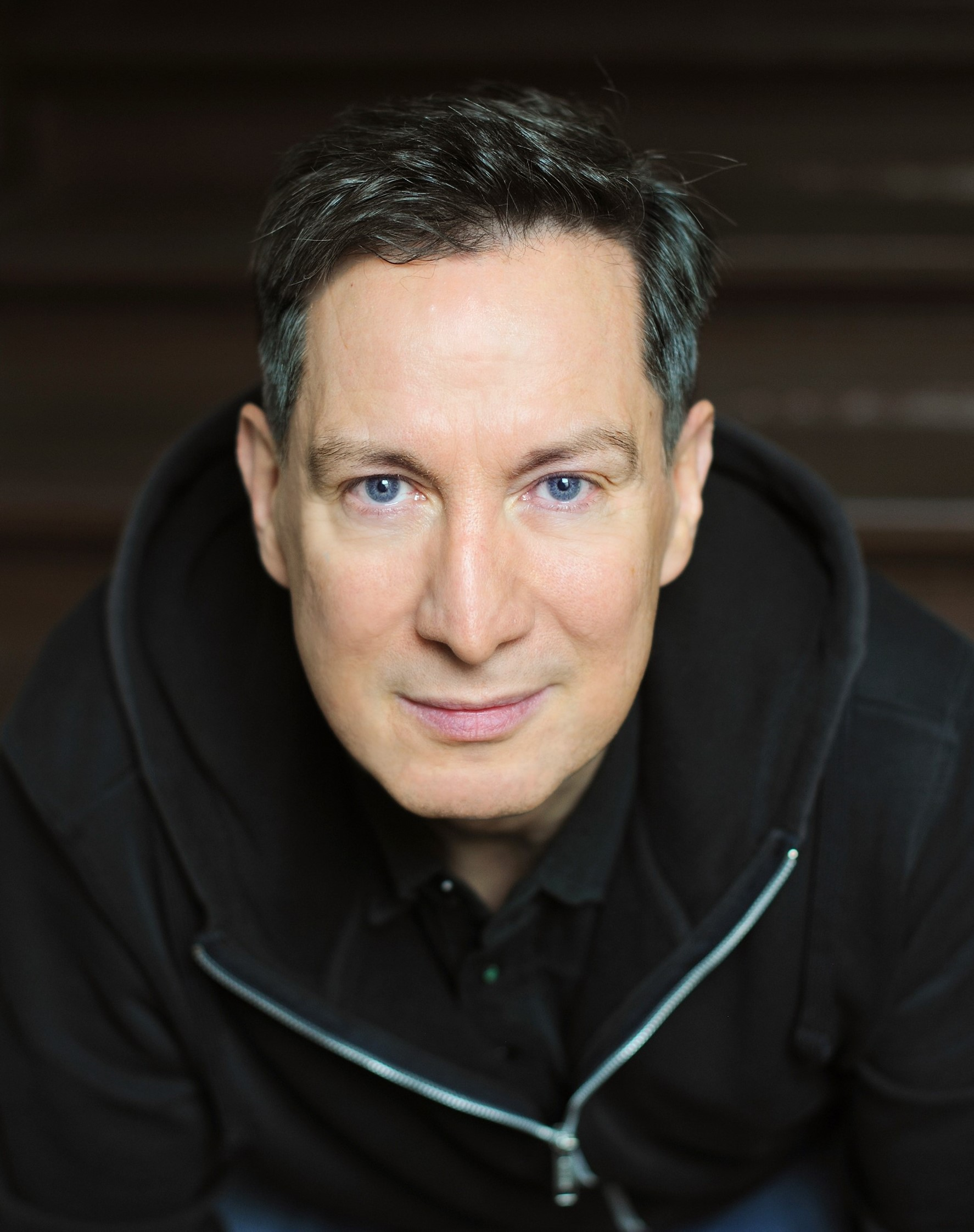
Jörn van Hall (2024)

Jörn van Hall (* 17. Oktober 1970 als Jörn Eneas Runge) ist ein deutscher Schriftsteller, Lyriker und Übersetzer.

## Leben und Werk
Jörn van Hall studierte Rechtswissenschaften an der Leibniz Universität Hannover sowie an der Humboldt-Universität zu Berlin. Nach dem Referendariat am Berliner Landgericht ging er als Assessor des Rechts im Jahr 2000 nach London und arbeitete dort als Editor für den Juristischen Verlag Legalease Ltd. Von 2007 bis 2021 war er im deutschen Verlagswesen tätig, zuletzt als Verlagsleiter in Berlin.
Kuratorisch betreut er Projekte insbesondere zu Kunst- und Kulturthemen mit Bezug zum Deutschen Kaiserreich und der Weimarer Republik.
Im Herbst 2022 erschien sein vielbeachtetes Literatur-Debüt Du stirbst im Fliegen (Quintus Verlag), das mit dem Annalise-Wagner-Preis 2023 ausgezeichnet wurde.
Seine Gedichte, erschienen in Anthologien und Literaturzeitschriften, wurden u. a. ins Englische, Französische, Italienische und Arabische übersetzt.
Jörn van Hall lebt in Mecklenburg-Vorpommern und Berlin.

## Publikationen

### Einzeltitel
- Du stirbst im Fliegen. Erzählung. Quintus Verlag, Berlin 2022, ISBN 978-3-96982-052-0.
- Was am Ende blüht. Roman. Quintus Verlag, Berlin 2024, ISBN 978-3-96982-087-2.

### Herausgabe
- Von liebe viel. Gedichte von Doris Runge. Wallstein Verlag, Göttingen 2023, ISBN 978-3-8353-5529-3.

### Anthologien
- Herzzeit. Fünfzig Liebesgedichte aus der neuen deutschen Lyrik. Deutsch-arabische Anthologie. Kalima Verlag, Abu Dhabi 2023, ISBN 978-9948-791-73-7.
- Matthias Kniep, Karin Fellner (Hrsg.): Jahrbuch der Lyrik 2024/25. Schöffling & Co., Frankfurt am Main 2024, ISBN 978-3-89561-209-1.

## Auszeichnungen
- 2023: Annalise-Wagner-Preis